# Kępkowiec czerniejącoblaszkowy

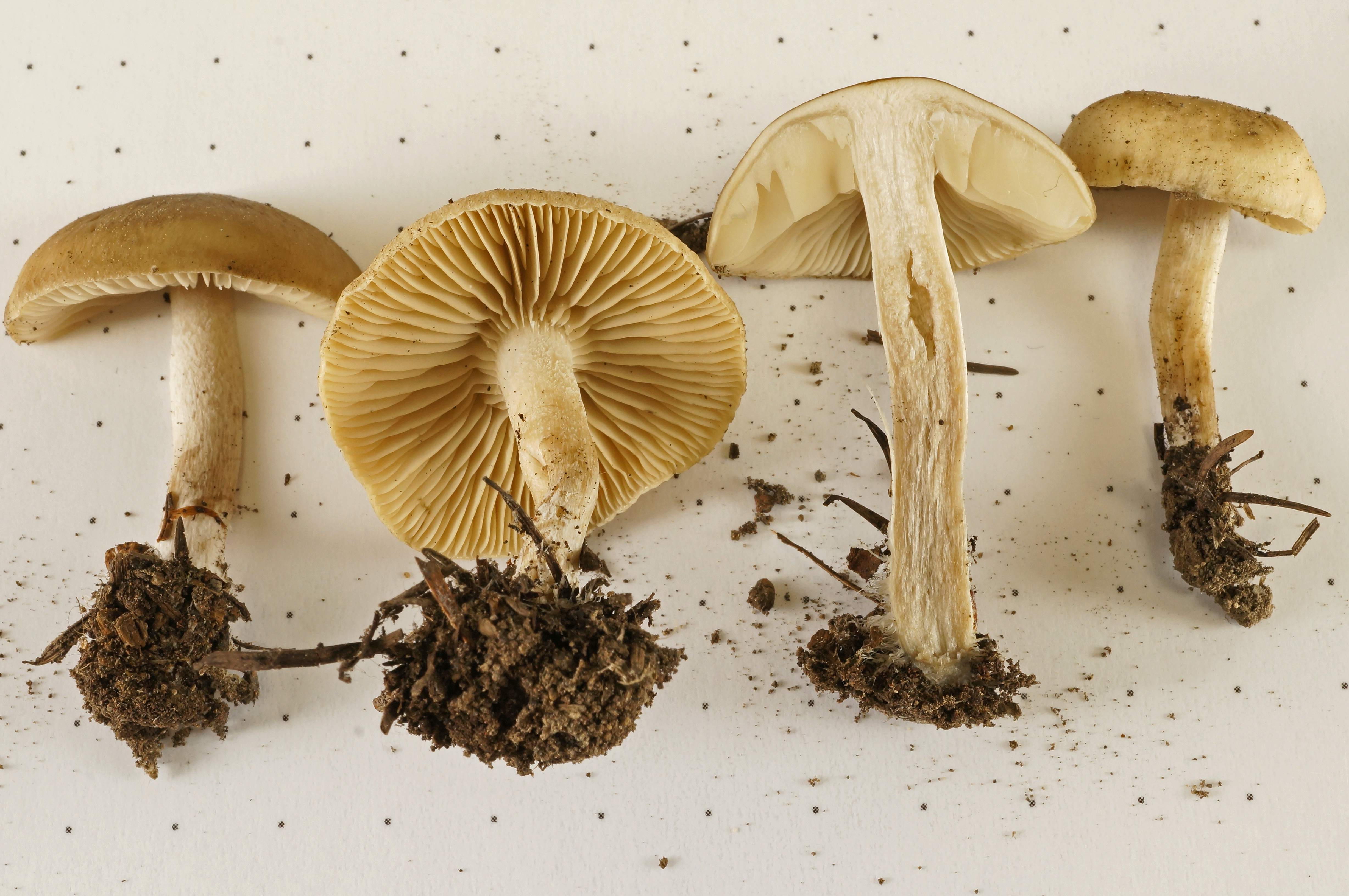

Kępkowiec czerniejącoblaszkowy (Lyophyllum semitale (Fr.) Kühner) – gatunek  grzybów należący do rodziny kępkowcowatych (Lyophyllaceae).

## Systematyka i nazewnictwo
Pozycja w klasyfikacji według Index Fungorum: Lyophyllum, Lyophyllaceae, Agaricales, Agaricomycetidae, Agaricomycetes, Agaricomycotina, Basidiomycota, Fungi.
Po raz pierwszy zdiagnozował go w 1821 r. Elias Fries nadając mu nazwę Agaricus semitalis. Obecną, uznaną przez Index Fungorum nazwę nadał mu Robert Kühner w 1938 r.
Synonimy nazwy naukowej:
- Agaricus semitalis Fr. 1821
- Clitocybe semitalis (Fr.) Bres. 1883
- Collybia semitalis (Fr.) Quél. 1872
- Lyophyllum semitale var. intermedium Romagn. 1987
- Tricholoma semitale (Fr.) Ricken 1915

Nazwę polską zaproponował Władysław Wojewoda w 2003 roku.

## Morfologia
Kolorem podobny jest do pospolitego kępkowca jasnobrązowego (Lyophyllum decastes), ale jest nieco mniejszy, a osobniki starsze lub uszkodzone powoli zmieniają barwę na czarną. Odróżnia się także kolorem blaszek – mają barwę od białej do jasnoszarej, a mikroskopowo większymi zarodnikami (9–11 × 5–6 µm).

## Występowanie
Kępkowiec czerniejącoblaszkowy występuje w Ameryce Północnej, niektórych krajach Europy i w Japonii. W Polsce częstość jego występowania i rozprzestrzenienie nie są znane. Do 2003 r. w piśmiennictwie podano jedno stanowisko (Słowiński Park Narodowy, 1983).
Występuje w lasach iglastych. Owocniki na ziemi,  pojedynczo, w grupach lub w małych skupiskach.